# Conseil départemental du Cantal
Le conseil départemental du Cantal est l'assemblée délibérante du département français du Cantal, collectivité territoriale décentralisée. Son siège se trouve à Aurillac.

## Historique

### Identité visuelle (logo)

Ancien logo du conseil général en vigueur jusqu'en 2009.
Logo du conseil général du Cantal.

## Élus

### Président
Depuis le 17 juillet 2017, le président du Conseil départemental du Cantal est Bruno Faure (LR), conseiller départemental du canton de Naucelles et président de la communauté de communes du Pays de Salers de 2003 à 2021. Il est réélu le 1er juillet 2021.
| Période                            | Période                      | Identité                          | Étiquette                    | Étiquette                    |
| Président du conseil général       | Président du conseil général | Président du conseil général      | Président du conseil général | Président du conseil général |
| ---------------------------------- | ---------------------------- | --------------------------------- | ---------------------------- | ---------------------------- |
| 1810                               | 1813                         | Antoine Delzons                   |                              |                              |
| 1813                               | 1814                         | Charles Vacher de Bourlange       |                              |                              |
| 1814                               | 1818                         | Michel François de Sistrières     |                              |                              |
| 1818                               | 1819                         | Charles Vacher de Bourlange       |                              |                              |
| 1819                               | 1822                         | Michel François de Sistrières     |                              |                              |
| 1822                               | 1824                         | Jean-Félix-Augustin Salvage       |                              |                              |
| 1824                               | 1831                         | Hugues Croizet                    |                              |                              |
| 1831                               | 1839                         | Jean-Félix-Augustin Salvage       |                              |                              |
| 1840                               | 1848                         | Pierre Desauret                   |                              |                              |
| 1848                               | 1849                         | Louis-Félix-François Dubois-Dufer |                              |                              |
| 1849                               | 1851                         | Pierre Desauret                   |                              |                              |
| 1851                               | 1870                         | Félix Esquirou de Parieu          |                              |                              |
| 1870                               | 1874                         | Jean-Baptiste-Guillaume Daudet    |                              |                              |
| 1874                               | 1877                         | Félix Esquirou de Parieu          |                              |                              |
| 1877                               | 1880                         | Raymond Bastid                    |                              |                              |
| 1880                               | 1886                         | Jean Oudoul                       |                              |                              |
| 1886                               | 1891                         | Joseph Cabanes                    |                              | Républicain                  |
| 1891                               | 1898                         | Armand Bory                       |                              |                              |
| 1898                               | 1904                         | Antoine Chanson                   |                              | Républicain                  |
| 1904                               | 1905                         | Pierre Hugon                      |                              | RRRS                         |
| 1905                               | 1908                         | Eugène Lintilhac                  |                              | RRRS                         |
| 1908                               | 1909                         | Pierre Trapenard                  |                              | Républicain                  |
| 1909                               | 1912                         | Eugène Lintilhac                  |                              | RRRS                         |
| 1912                               | 1913                         | Pierre Trapenard                  |                              | Républicain                  |
| 1913                               | 1920                         | Eugène Lintilhac                  |                              | RRRS                         |
| 1920                               | 1925                         | Pierre Trapenard                  |                              | Républicain                  |
| 1925                               | 1928                         | Gabriel Peschaud                  |                              | RRRS                         |
| 1928                               | 1933                         | Pierre Hugon                      |                              | RRRS                         |
| 1933                               | 1934                         | Louis Meyniel                     |                              | RRRS                         |
| 1934                               | 1940                         | Paul Bastid                       |                              | RRRS                         |
| 1940                               | 1945                         | Conseil général suspendu          | Conseil général suspendu     | Conseil général suspendu     |
| 1945                               | 1951                         | Alfred Basset                     |                              | SFIO                         |
| 1951                               | 1968                         | Hector Peschaud                   |                              | CNIP                         |
| 1968                               | 1976                         | Jean Mézard                       |                              | CNIP                         |
| 1976                               | 1988                         | Pierre Raynal                     |                              | RPR                          |
| 1988                               | 2001                         | Roger Besse                       |                              | RPR                          |
| 2001                               | 2015                         | Vincent Descoeur                  |                              | RPR puis UMP                 |
| Président du conseil départemental |                              |                                   |                              |                              |
| 2015                               | 2017                         | Vincent Descoeur                  |                              | LR                           |
| 2017                               | En cours                     | Bruno Faure                       |                              | LR                           |

### Vice-présidents de la mandature actuelle (depuis 2021)
- Didier Achalme, 1er vice-président chargé de l'attractivité, de la mobilité et des grandes infrastructures,
- Sylvie Lachaize, 2e vice-présidente chargée de la solidarité sociale,
- Philippe Fabre, 3e vice-président chargé de l'éducation, de la jeunesse, des associations, du sport et du tourisme,
- Valérie Cabécas, 4e vice-présidente chargée de la solidarité territoriale, de la culture, du développement et des usages numériques,
- Gilles Chabrier, 5e vice-président chargée de la transition climatique et du développement durable,
- Marie-Hélène Chastre, 6e vice-présidente chargée de l'enfance et de la famille,
- Gilles Combelle, 7e vice-président chargé de l'économie, de l'industrie, du commerce, de l'artisanat, des relations avec les établissements départementaux, des syndicats mixtes, des ententes interdépartementales, des sociétés d'économie mixte et des associations d'intérêt départemental auxquelles participe le Département,
- Isabelle Lantuéjoul, 8e vice-présidente chargée de l'administration générale et des affaires régionales et européennes.

### Conseillers délégués
- Christophe Vidal, conseiller délégué chargé de l'agriculture,
- Dominique Beaudrey, conseillère déléguée chargée de l'emploi, de l'insertion et du logement,
- Marie-Hélène Roquette, conseillère déléguée chargée de la santé,
- Florian Morelle, conseiller délégué chargé de l'enseignement supérieur.

### Conseillers départementaux

Le siège du conseil départemental à Aurillac.

Le conseil départemental du Cantal comprend 30 conseillers départementaux issus des 15 cantons du Cantal.
| Président du Conseil départemental |       |       |      |                         |
| Bruno Faure (LR)                   |       |       |      |                         |
| Parti                              | Sigle | Sigle | Élus | Groupes                 |
| Majorité (26 sièges)               |       |       |      |                         |
| Les Républicains                   |       | LR    | 12   | Majorité départementale |
| Divers droite                      |       | DVD   | 7    | Majorité départementale |
| Divers centre                      |       | DVC   | 7    | Majorité départementale |
| Opposition (4 sièges)              |       |       |      |                         |
| Parti socialiste                   |       | PS    | 3    | Union de la Gauche      |
| Europe Écologie Les Verts          |       | EÉLV  | 1    | Union de la Gauche      |

## Budget
Le conseil général du Cantal a en 2025 un budget de 225 millions d'euros.

### Budget d'investissement(en millions d'euros)
- En 2005 : ?
- 2006 : ?
- Et 2007 : ?

| Domaine d'investissement             | Investissement (en millions d'euros) |
| ------------------------------------ | ------------------------------------ |
| Déplacements                         | ?                                    |
| Aide aux communes                    | ?                                    |
| Enseignement                         | ?                                    |
| Environnement, aménagement, logement | ?                                    |
| Sécurité                             | ?                                    |